# Voivodina
Voivodina, oficialmente Provincia Autónoma de Voivodina es una provincia autónoma que se localiza en la parte norte de Serbia. Su capital y ciudad principal es Novi Sad. La segunda urbe en importancia es Subotica.
En el pasado, el lugar tuvo un gran número de colonias de alemanes étnicos conocidos como alemanes de Voivodina, los cuales, a su vez, son parte del grupo mayor de suabos del Danubio.

## Nombre
«Voivodina» es la palabra serbia para voivodato, un tipo de ducado regido por un voivoda. En serbio, la voz Vojvodina presenta una variante, Vojvodstvo, que es equivalente a la palabra en polaco województwo (voivodato o provincia).
El Voivodato Serbio era una provincia austríaca entre 1849 y 1860, y fue la precursora de la actual Voivodina.
En Voivodina viven más de veinte grupos étnicos. La provincia cuenta con 6 idiomas oficiales, buen reflejo de su gran diversidad cultural:
- Serbio cirilizado: Аутономна Покрајина Војводина escucharⓘ.
- Croata y serbio romanizado: Autonomna Pokrajina Vojvodina.
- Húngaro: Vajdaság Autonóm Tartomány escucharⓘ.
- Eslovaco: Autonómna Pokrajina Vojvodina.
- Rumano: Provincia Autonomă Voivodina.
- Rusino: Автономна Покраїна Войводина.

## Historia
El territorio que actualmente ocupa la provincia de Voivodina perteneció a la Dacia, al Imperio romano, al Imperio Huno, al jaganato avaro, al Reino de los Gépidos, al Reino Franco, al Imperio bizantino, a la gran Moravia, a Bulgaria, al Reino de Hungría, al Imperio otomano, a la monarquía Habsburgo, al Imperio austríaco, al Imperio austrohúngaro, al Reino de los Serbios, Croatas y Eslovenos, al Reino de Yugoslavia, a la República Democrática Federal de Yugoslavia, la República Federal Popular de Yugoslavia, la República Federal Socialista de Yugoslavia, la República Federal de Yugoslavia, Serbia y Montenegro y finalmente a Serbia.
Durante la dominación romana, Sirmium (actualmente Sremska Mitrovica) fue una de las cuatro capitales del Imperio romano y seis emperadores romanos nacieron en la ciudad o sus alrededores. La ciudad era capital de varias unidades administrativas romanas como por ejemplo Panonia Inferior, Pannonia Secunda, y la prefectura pretoriana de Ilírico. El dominio romano se mantuvo hasta el siglo IV, cuando la región pasó a estar bajo dominio de otros pueblos y estados. 

Voivodato (ducado) de Salan, siglo.

Los eslavos (incluidos los serbios) se asentaron en la región en el siglo VI y VII. En el siglo IX, los duques búlgaros Salan y Glad mantuvieron el control sobre la región. La residencia de Salan era Titel. Tras la derrota de los nobles búlgaros, algunas partes de la región, (Bačka y Banato) fueron incluidas en el Reino de Hungría mientras que Syrmia pasó a administración del Imperio bizantino hasta el siglo XII cuando también se incluyó en el Reino de Hungría. 
Entre 1282 y 1316, el rey serbio Stefan Dragutin gobernó el reino de Syrmia, que consistía en las partes septentrionales de Serbia, Mačva, Usora y Soli, y su residencia se fijó en la ciudad de Debrc. Su reino se encontraba en la baja Syrmia (actualmente Mačva), mientras que otro líder local, Ugrin Chak, rigió la alta Syrmia (actualmente Syrmia), Eslavonia, y Bačka, con capital en Ilok. En principio, Stefan Dragutin era vasallo del Rey Húngaro, pero desde la caída del poder central de ese reino, se produjo la independencia de facto de ambos reinos de Syrmia. Stefan Dragutin murió en 1316, y fue remplazado por su hijo Vladislav II entre los años de 1316-1325, mientras que Ugrin Čak murió en 1311. Vladislav II fue vencido por el rey de Serbia Stefan Dečanski, en 1324, tras lo cual, baja Syrmia pasó a ser parte de disputa entre el Reino Serbio y el Húngaro. 
Después de la conquista de Serbia a manos del Imperio otomano en 1459, déspotas Serbios rigieron en zonas de Voivodina como vasallos de los reyes húngaros. La residencia estaba fijada en Kupinik (hoy Kupinovo) en Syrmia.
Tras la batalla de Mohács y la caída del reino de Hungría en manos otomanas, la región se sumió en un periodo de anarquía y guerras civiles. En 1526, el emperador Jovan Nenad, líder de los mercenarios serbios, estableció su poder en Bačka, el norte de Banato y una pequeña parte de Syrmia. Creó un estado independiente efímero, con capital en Subotica. Jovan Nenad aprovechó la situación para proclamarse emperador serbio, con la ventaja de la confusión política y militar que había por aquel entonces. La nobleza húngara se unió a las fuerzas contrarias al emperador y vencieron a las tropas serbias en verano de 1527. El emperador fue asesinado y el Estado desapareció. Unas décadas más tarde, la región pasó a formar parte del Imperio otomano, que gobernó la zona hasta finales del siglo XVII y principios del XVIII cuando pasó a ser dependencia de la monarquía Habsburgo. 

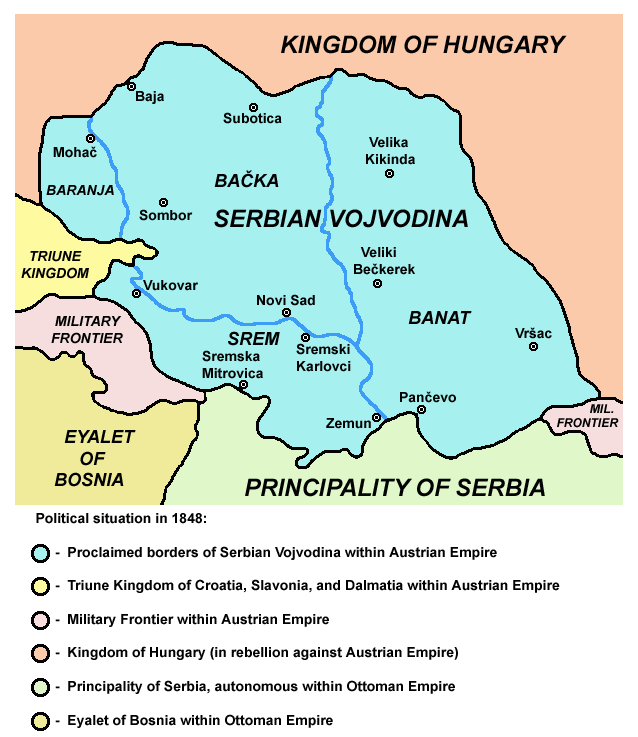
Mapa de Voivodina (1848).

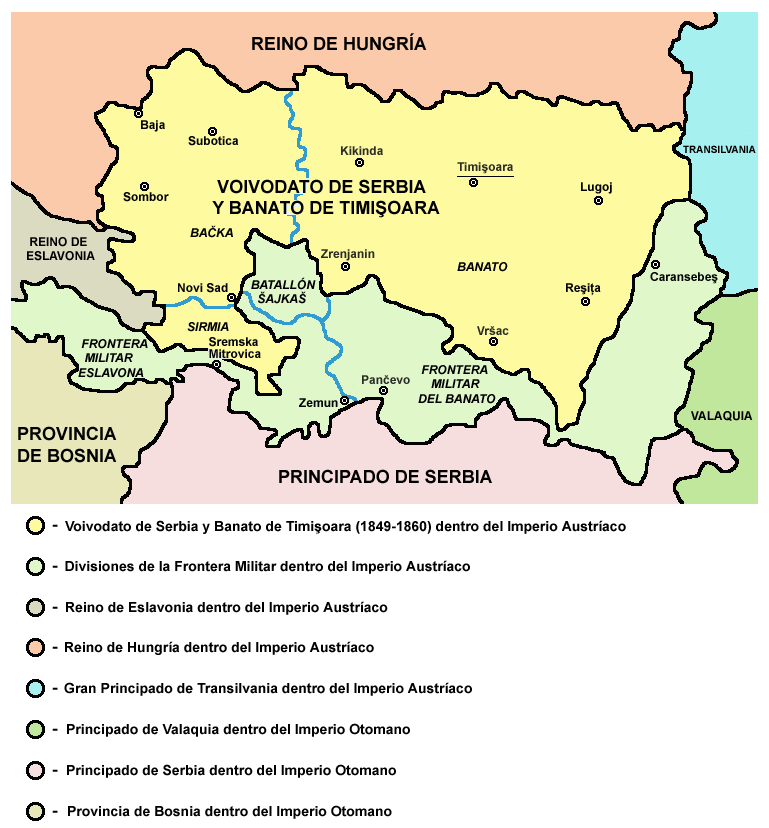
Mapa de Voivodato de Serbia y Banato de Timişoara (1849-1860).

En la asamblea celebrada en Sremski Karlovci en mayo de 1848, los serbios declararon la creación de la provincia-ducado serbia de Viovod, una región autónoma dentro del Imperio austríaco. Se componía Syrmia, Bačka, Banato, y Baranja. El metropolitano de Sremski Karlovci, Josif Rajačić, fue elegido patriarca mientras que Stevan Šupljikac fue el primer duque.
En noviembre de 1849, por decisión del emperador austríaco, esta región se convirtió en un nuevo territorio real austríaco conocido como Voivodato de Serbia y Banato de Timişoara. Se componía de Banato, Bačka y Syrmia. Un gobernador austríaco con sede Temeschwar se encargaría de dirigir el área y el título de voivoda era propiedad del emperador. El título completo era "Gran Voivoda del Voivodato de Serbia" (en alemán: Großwoiwode der Woiwodschaft Serbien). La provincia quedó abolida en 1860 y siete años más tarde pasó a ser parte del reino de Hungría. 
Tras la primera Guerra Mundial y la caída del Imperio austrohúngaro, la región pasó a formar parte del Estado de los Eslovenos, Croatas y Serbios. En 1918 se creó la república del Banato reconocida por Hungría.
El 25 de noviembre de 1918 se proclamó la unión de la región al Reino de Serbia. La decisión la tomó una asamblea de representantes de las distintas nacionalidades. Tenía 757 diputados, de los cuales 578 eran serbios, 84 Bunjevci, 62 eslovacos, 21 rusos, 6 alemanes, 3 Šokci, 2 croatas, y 1 Húngaro). Un día más temprano, la asamblea de Syrmia también proclamó su unión con Serbia. 
Entre 1929 y 1941, la región fue conocida como la Banovina del Danubio, una provincia del Reino de Yugoslavia. La capital era Novi Sad. Banovina se componía de Syrmia, Bačka, Banato, Baranja, y Šumadija.
En la segunda Guerra Mundial, el Eje ocupó la región entre los 1941 y 1944. Bačka y Baranja fueron unidas al Reino de Hungría mientras que Syrmia pasó a formar parte del Estado Independiente de Croacia. Las otras dos zonas siguieron formando parte de Serbia. Sin embargo, Banato tenía un régimen de autonomía controlado por la minoría alemana.
Tras el fin de la ocupación del Eje, la región volvió a convertirse en una provincial autónoma de Serbia y pasó tener la denominación actual con la misma capital. 
En principio, la provincia tenía un bajo nivel de autonomía dentro de Serbia. No obstante, fue ganando derechos, sobre todo merced a la constitución de 1974. Esta define a Vojvodina como una de las partes integrantes de la Federación Yugoslava, dándole el mismo derecho de voto que a la propia Serbia dentro de la federación. 
Bajo el gobierno de Slobodan Milošević, Voivodina y Kosovo perdieron la mayor parte de su autonomía. La caída de Milošević en 2000 daría paso a un aumento en 2002 en su nivel de autogobierno.

La llanura Panónica (Voivodina se ubica en su parte más meridional).

## Geografía
La región está dividida por el Danubio y el Tisza en Bačka, al noroeste; Banato, al este; y Sirmia, al suroeste. Una pequeña parte de Mačva está también en Voivodina. Hoy en día, la parte occidental de Sirmia pertenece a Croacia, la parte norte de Bačka es de Hungría, y la parte oriental de Banato es de Rumania. Tiene una superficie de 21 506 km².

## Distritos y municipios

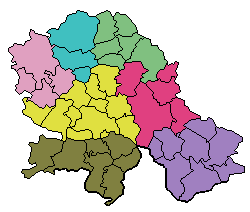
Mapa que muestra los Distritos de Voivodina.
Bačka del Norte
Bačka del Oeste
Bačka del Sur
Banato Central
Banato del Norte
Banato del Sur
Sirmia

Regiones geográficas e históricas de Voivodina.

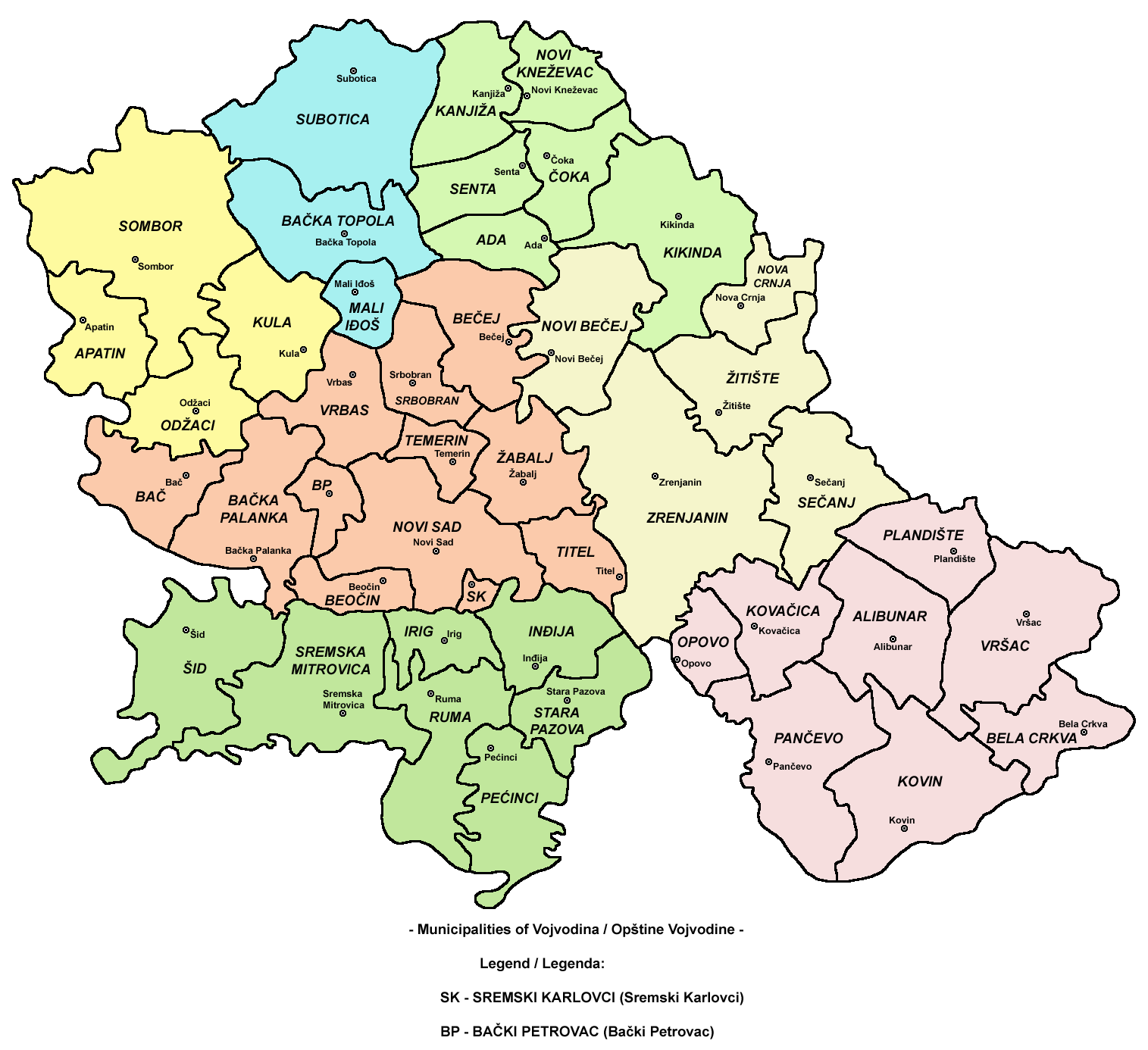
Municipios de Voivodina.

Después de la constitución de Serbia de 1992, Vojvodina se divide en 7 distritos, que son nombrados según su ubicación geográfica principal. Los distritos son nombrados según la región principal que cubre el distrito. El Ministro de la Autonomía Local, en el Gobierno serbio nombra a los comisionados de los distritos, pero no tienen poder político. El gobierno local se encuentra en los municipios y ciudades. Las siete provincias se subdividen en 44 municipios y la ciudad de Novi Sad.
| Distrito         | Municipios - Ciudades | Capital           | Área (km²) | Población (2002) |
| ---------------- | --- | ----------------- | ---------- | ---------------- |
| Bačka del Norte  | Bačka Topola Mali Iđoš Subotica | Subotica          | 1 784      | 200 140          |
| Bačka del Oeste  | Apatin Kula Odžaci Sombor | Sombor            | 2 420      | 214 011          |
| Bačka del Sur    | Bač Bačka Palanka Bački Petrovac Bečej Beočin * Novi Sad (ciudad) Ésta se divide en dos municipios: — Novi Sad (municipio) — Petrovaradin Vrbas Srbobran Sremski Karlovci Temerin Titel Žabalj | Novi Sad          | 4 016      | 593 666          |
| Banato Central   | Novi Bečej Nova Crnja Sečanj Žitište Zrenjanin | Zrenjanin         | 3 256      | 208 456          |
| Banato del Norte | Ada Čoka Kanjiža Kikinda Novi Kneževac Senta | Kikinda           | 2 329      | 165 881          |
| Banato del Sur   | Alibunar Bela Crkva Kovačica Kovin Opovo Pančevo Plandište Vršac | Pančevo           | 4 245      | 313 937          |
| Sirmia           | Inđija Irig Pećinci Ruma Šid Sremska Mitrovica Stara Pazova | Sremska Mitrovica | 3 486      | 335 991          |
| Total            | Total | Total             | 21 500     | 2 031 992        |

## Ciudades
Ciudades principales de Vojvodina (población entre paréntesis): 
- Novi Sad (215.659)
- Subotica (99.471)
- Zrenjanin (79.545)
- Pančevo (76.110)
- Sombor (50.950)
- Kikinda (41.825)
- Sremska Mitrovica (39.041)
- Vršac (36.001)
- Ruma (32.125)
- Bačka Palanka (29.431)
- Inđija (26.244)
- Vrbas (25.887)
- Bečej (25.703)
- Senta (20.363)
- Kula (19.293)
- Apatin (19.289)
- Temerin (19.143)

## Demografía

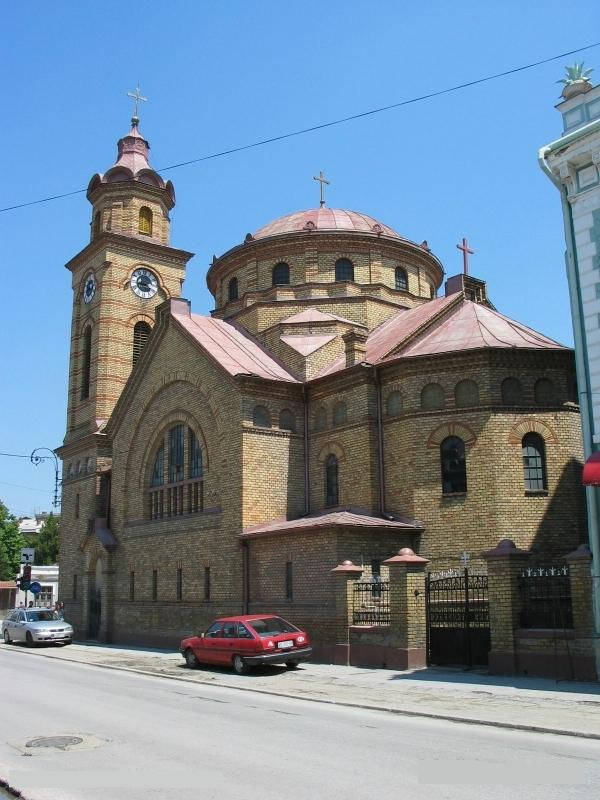
Iglesia ortodoxa rumana en Vršac.

La población de Voivodina es mayoritariamente serbia, que suma 1.321.807 personas, el 65 % del total. Sumando 290.207 habitantes correspondientes al 14,3 % del total, los húngaros son la primera minoría, seguida por los eslovacos, que hablan un dialecto del idioma eslovaco, y los croatas. El principal idioma es el serbio, que es la lengua materna del 66 %. El húngaro es hablado por el 14%, y es el único idioma minoritario con reconocimiento oficial en toda la provincia.
Es de religión ortodoxa el 69 % de la población. El 20 % es católico y el 4 %, protestante.

## Política
El espectro de participación política en el parlamento de Vojvodina se compone de los siguientes partidos: Partido Demócrata, Unidos por Vojvodina, Coalición Húngara, y Fuerza Serbia.
El presidente actual del gobierno de Vojvodina es Bojan Pajtić, del partido demócrata. El presidente del Parlamento de Voivodina es Sándor Egresi (Coalición Húngara).

## Cultura
El consejo ejecutivo de la región es el creador de diversos periódicos y revistas en las lenguas oficiales de la región: "Дневник" (Dnevnik, Noticias diarias) en serbio y "Magyar Szó" (Palabra Húngara) en húngaro son periódicos diarios; revistas semanales son las siguientes: "Hrvatska riječ" (Palabra Croata) en croata, "Hlas Ľudu" (La voz del pueblo) en eslovaco, "Libertatea" (La Libertad) en rumano, y "Руске слово" (Palabra Rusina) en rusino.